# Buruienești (okręg Neamț)
Buruienești – wieś w Rumunii, w okręgu Neamț, w gminie Doljești. W 2011 roku liczyła 3850 mieszkańców.